# پراکن باخ
پراکن باخ (به آلمانی: Prackenbach) یک شهر در آلمان است که در بایرن واقع شده‌است.

## خصوصیات
پراکن باخ ۴۰٫۰۶ کیلومترمربع مساحت دارد ۴۹۶ متر بالاتر از سطح دریا واقع شده‌است.